# Bernsdorfer Bach
Der Bernsdorfer Bach ist ein Bach in Chemnitz auf der Erzgebirgsnordrandstufe.

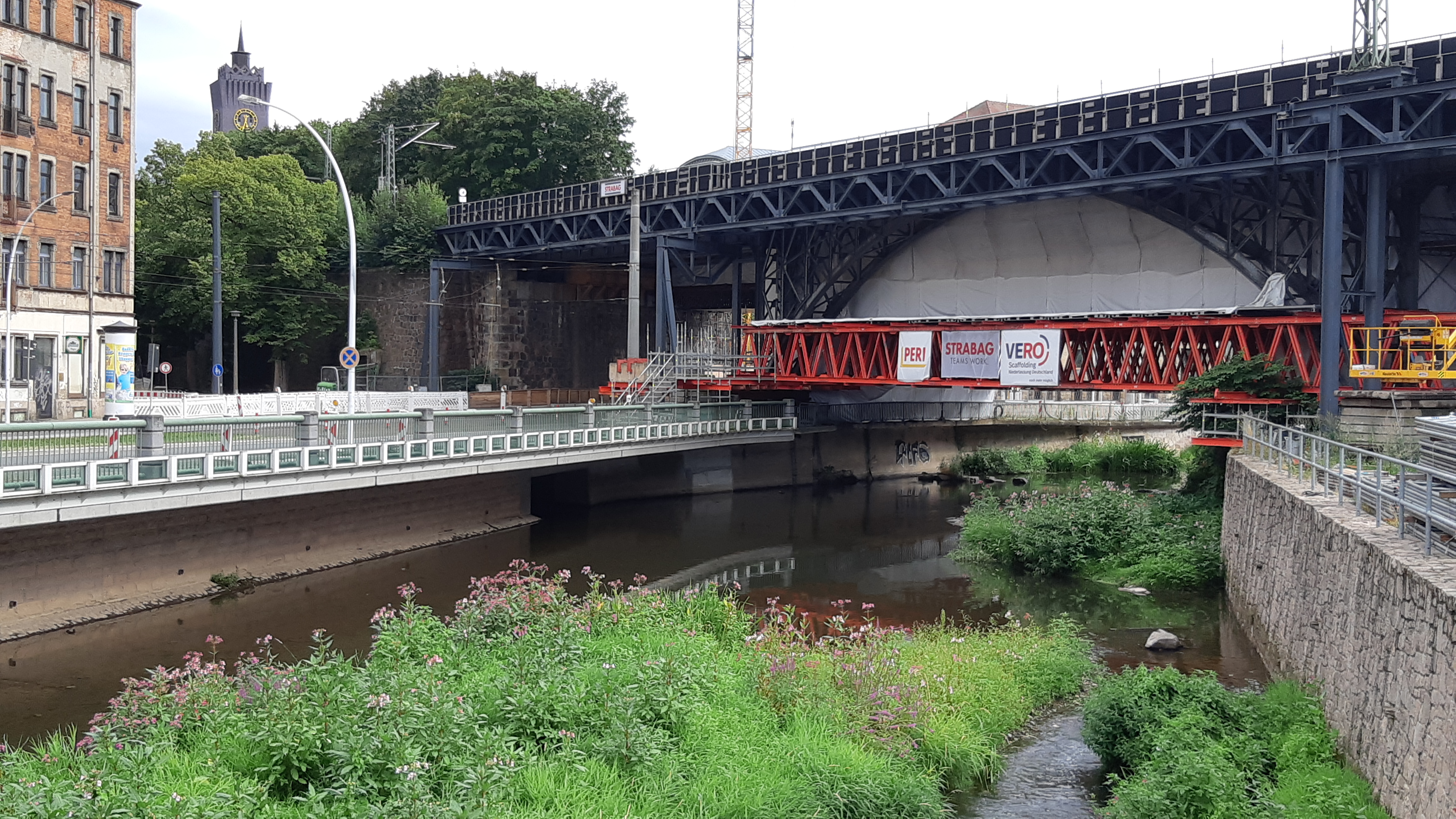
Mündung des unterirdisch verlaufenden Bernsdorfer Bachs in die Chemnitz unmittelbar nördlich des Viadukts Beckerbrücke.

Der Bach entspringt nahe dem Schenkenberg im Stadtteil Reichenhain. Er verläuft anfangs oberirdisch ungefähr parallel zur B174, kurz nach Überquerung der Stadtteilgrenze zu Bernsdorf ab dem Gelände des Freibades Bernsdorf ausschließlich unterirdisch. Im Anschluss folgt er der Bernsdorfer Straße, bis er kurz vor Erreichen des Südbahnhofes nach Westen abzweigt. Bis zur Mündung in die Chemnitz im Stadtteil Zentrum ist der weitere Verlauf parallel zum dortigen Abschnitt der Bahnstrecke Dresden–Werdau.
Historisch verlief der Bernsdorfer Bach entlang der heutigen Fritz-Reuter-Straße und eine kurze Strecke entlang der Annaberger Straße, bevor er etwa 500 m nördlich der heutigen Mündung in die Chemnitz floss. Ein vom Namen und früheren Verlauf des Baches abgeleiteter Straßenname ist der Bernsbachplatz, welcher sich unweit des Südbahnhofes befindet.